# Droid Razr M
Droid Razr M (Motorola XT905/XT906/XT907) — смартфон компании Motorola, работающий под управлением ОС Android, работающий в сотовых сетях 4G LTE. Младшая версия смартфона Droid Razr. Рекламировался как «полноэкранный смартфон» с узкими краями корпуса. Продавался как с предустановленными темами оформления Android операторов Verizon Wireless (XT907), SoftBank Mobile (XT902), и Telstra, так и в виде небрендированной розничной версии в Австралии. Модель Electrify M (XT901) для сотового оператора U.S. Cellular является CDMA-версией с отличающимся корпусом, но имеющим остальные характеристики как у Razr M.
Внешней отличительной особенностью модели Razr M является кевларовая задняя часть корпуса.

## История
Бюджетная модель Razr M была анонсирована одновременно с моделями Droid Razr HD и Razr Maxx 5 сентября 2012 года. Изначально модели Razr HD и Razr M поставлялись с установленной ОС Android версии 4.0 (Ice Cream Sandwich). Обновление до версии Android 4.1 (Jelly Bean) для Razr M вышло 9 ноября 2012 года, и до версии Android 4.4 (KitKat) 12 мая 2014 года.

## RAZR i
Почти идентичной моделью является RAZR i (XT890). Различие заключается в центральном процессоре смартфона, которым в RAZR i является Intel Atom Z2460. Это обеспечивает большую производительность, но меньшие возможности графической системы. Также RAZR i не может работать в сетях LTE.